# Мосфилоти
Мосфилотѝ (на гръцки: Μοσφιλωτή) е село в Кипър, окръг Ларнака. Според статистическата служба на Република Кипър през 2001 г. селото има 1110 жители.